# Charles Borel-Clerc
Pour les articles homonymes, voir Borel et Clerc.
Charles Borel-Clerc, nom de plume de Charles Louis Raymond François Clerc, est un compositeur français, né le 22 septembre 1879 à Nay (Pyrénées-Atlantiques) et mort le 9 avril 1959 à Cannes (Alpes-Maritimes).

## Biographie
Sa formation s’effectue d’abord dans un lycée de Toulouse et ensuite à Paris où sa famille s’installe dans le but de faire suivre à leur fils des études à l’École centrale pour devenir ingénieur électricien comme son père.
Mais à la suite de la rencontre de son père avec un ex-compagnon de régiment qui professe au Conservatoire de musique et de déclamation à Paris, le destin de Charles Borel-Clerc bascule, car le professeur détecte chez lui des prédispositions pour la musique. Charles abandonne l’École centrale pour apprendre à jouer du hautbois, toujours sur les conseils du professeur. Moins d’un an après, il réussit le concours d’entrée au Conservatoire de musique et de déclamation où il suit des études musicales classiques (instruments/orchestre, harmonie).
À 21 ans, il obtient un premier prix d’instrumentiste qui lui permet d’accéder aux plus grands orchestres classiques parisiens (Opéra, Concerts Colonne, Concerts Lamoureux…). Mais c’est sans compter de la préférence de Charles pour la chanson qui lui fait abandonner la musique classique.
Il devient célèbre grâce à ses chansons à succès interprétées par Félix Mayol : Amour de trottin et La Mattchiche, une chanson qui devient un tube avec ses arrangements de la musique composée à l’origine par Badia (1903). Il écrit également pour Dranem : Pétronille, tu sens la menthe (1906) et Le Loup de mer (1910). Pour Bérard, avec un texte dramatique de Charles-Louis Pothier, il compose Le Train fatal, un mélo à faire pleurer Margot en 1916. À la fin de la Première Guerre mondiale, sur des textes de Lucien Boyer (1876-1942), il compose « la deuxième Madelon », La Madelon de la Victoire, suivie du grand succès que fut Tu verras Montmartre ! interprété par Marcelle Bordas en 1922.
Il collabore aussi avec Saint-Granier et compose Un amour comme le nôtre pour Lucienne Boyer en 1935. Mais il doit surtout sa notoriété de compositeur à Maurice Chevalier qui, à la fin des années 1930, enchaîne de grands succès : Le Chapeau de Zozo, Ma pomme, Ah ! si vous connaissiez ma poule, La Marche de Ménilmontant. Il compose aussi pour le jeune premier en vogue Alibert, le prince de l’opérette provençale : Dans ma péniche, Tout l’pays l’a su.
Il donne Faisons notre bonheur nous-mêmes à Jean Lumière (1936) et compose également pour Élyane Célis et Tino Rossi.
C’est sa rencontre avec le jeune Jean Dréjac qui le rend légendaire. Celui-ci lui présente plusieurs textes et, pour l’un d’eux, Borel-Clerc compose la musique d’une œuvre qui s’inscrit immédiatement dans le patrimoine de la chanson française dès sa parution en 1943. C’est Ah ! Le petit vin blanc, chanson créée par Michèle Dorlan et popularisée par Lina Margy, dont le succès est amplifié à la fin de Seconde Guerre mondiale, un air synonyme de liberté et joie de vivre retrouvées. Record de ventes des années 1940 : un million cinq cent mille partitions écoulées, les « petits formats » qui incitaient les passants à reprendre en chœur les chansons populaires dans la rue…
Il signe encore un grand succès toujours avec Jean Dréjac comme parolier, Le P'tit bal du samedi soir, interprété par Georges Guétary en 1946.
Charles Borel-Clerc est également éditeur de ses œuvres.

## Quelques chansons
- La Matchiche
- Le Train fatal
- La Madelon de la victoire
- La Marche de Ménilmontant
- Tu verras Montmartre !
- Ma pomme
- Ah ! si vous connaissiez ma poule
- Ah ! Le petit vin blanc